# هاري جي
هاري جي (بالإنجليزية: Harry Gee)‏ (25 ديسمبر 1895 - 1991) هو لاعب كرة قدم بريطاني (وحمل سابقاً جنسية المملكة المتحدة لبريطانيا العظمى وأيرلندا) في مركز الدفاع. لعب مع نادي إكزتر سيتي ونادي بيرنلي وNew Brighton A.F.C. ‏.